# Presidenza di Bombay
La Presidenza di Bombay (in inglese: Presidency of Bombay, nota anche come Bombay and Sind dal 1843 al 1846 o semplicemente come provincia di Bombay) era un'Agenzia dell'India britannica. Con sede presso la città di Bombay, al massimo della sua estensione, la presidenza giunse a includere le divisioni di Konkan, Nashik e Pune dell'attuale Stato indiano del Maharashtra, i distretti di Ahmedabad, Anand, Bharuch, Gandhinagar, Kheda, Panchmahal e Surat nell'attuale Stato del Gujarat, i distretti di Bagalkot, Belagavi, Bijapur, Dharwad, Gadag e Uttara Kannada nell'attuale Stato del Karnataka e i distretti di Sud Canara (Dakshina Kannada e Udupi incluso il distretto di Kasargod del Kerala; la provincia Sindh dell'attuale Pakistan; la Colonia di Aden (attuale parte dello Yemen), e le isole Khuriya Muriya (parti dell'attuale Oman).
La presidenza di Bombay venne creata quando la città di Bombay venne dichiarata fee tail dalla Compagnia britannica delle Indie orientali per decreto reale del 27 marzo 1668 del re d'Inghilterra Carlo II, che l'acquisì l'11 maggio 1661, come dote contenuta nel suo contratto di matrimonio con Caterina di Braganza, figlia di re Giovanni IV del Portogallo, che pose l'isola di Bombay tra i possedimenti dell'Impero britannico. La Compagnia britannica delle Indie orientali decise di trasferire quindi il proprio quartier generale da Surat, sua prima colonia nella regione, a Bombay nel 1687. La presidenza venne posta sotto il controllo del parlamento inglese assieme ad altre parti dell'India britannica grazie al cosiddetto "Pitt's India Act". Le maggiori acquisizioni territoriali vennero fatte durante le guerre anglo-maratha quando tutti i domini dei Peshwa e buona parte di quelli sotto la sfera d'influenza dei Gaekwad vennero annessi alla presidenza di Bombay sino al 1818. Aden venne annessa nel 1839, mentre Sind venne annessa dalla compagnia nel 1843 dopo aver sconfitto la dinastia Talpur nella Battaglia di Hyderabad e resa parte della presidenza di Bombay.
Al suo picco massimo di espansione, la presidenza di Bombay comprendeva l'attuale Stato di Gujarat, i due terzi occidentali dello Stato del Maharashtra, tra cui le regioni di Konkan, Desh e Kandesh, oltre alla parte nordoccidentale dello Stato indiano del Karnataka; essa includeva anche la provincia pakistana di Sindh (1847–1935) e quella di Aden nell'attuale Yemen (1839–1932). I distretti e le province della presidenza si trovavano direttamente sotto il governo britannico, mentre l'amministrazione interna degli Stati principeschi era nelle mani dei governanti locali. La presidenza, a ogni modo, tentò di gestire anche queste relazioni istituendo delle agenzie politiche sul territorio. La presidenza di Bombay assieme alla Presidenza del Bengala e alla Presidenza di Madras erano i tre principali centri del potere coloniale britannico in India.

## Origini

### I primi anni

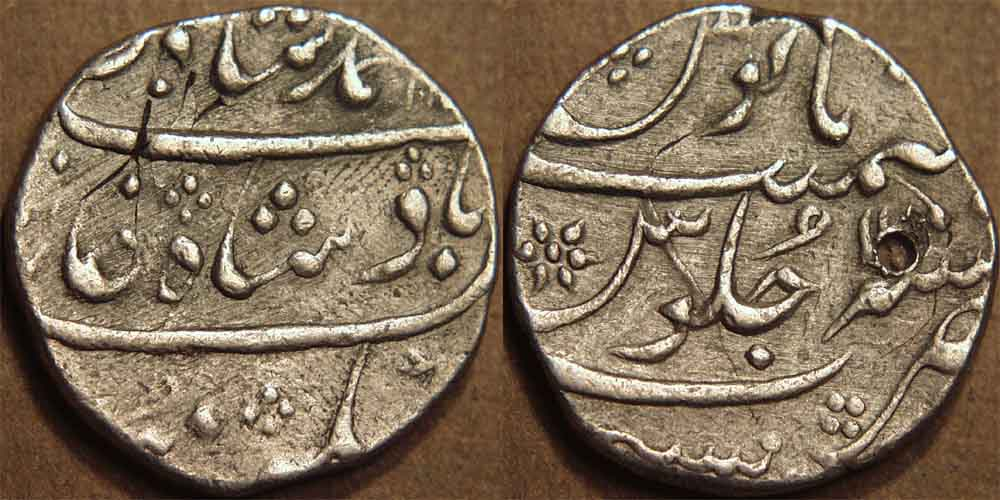
Rupia d'argento della presidenza di Bombay, emessa a nome dell'imperatore moghul Muhammad Shah (r. 1719–48), coniata a Bombay nel 1731 circa. Gran parte delle coniazioni in oro e argento delle presidenze erano emessi all'epoca in stile moghul.

Il primo insediamento inglese nella presidenza, noto come Presidenza occidentale, ebbe inizio nel 1618 a Surat, nell'attuale Gujarat, quando la Compagnia britannica delle Indie orientali fondò un fondaco che ottenne la protezione dell'imperatore moghul Jahangir. Nel 1626 gli olandesi e gli inglesi tentarono entrambi invano di ottenere il possesso dell'isola di Bombay nella regione costiera di Konkan, strappandola al Portogallo, e nel 1653 fecero anche delle proposte per un possibile acquisto. Nel 1661 Bombay venne ceduta al Regno d'Inghilterra come parte della dote dell'infanta Caterina di Braganza per il suo matrimonio con re Carlo II. Così semplice fu l'acquisizione da parte dell'Inghilterra e altrettanto fu infruttuosa l'amministrazione degli ufficiali della corona che nel 1668 Bombay venne trasferita nelle mani della Compagnia britannica delle Indie orientali dietro il pagamento annuale della somma di 10 sterline; la compagnia iniziò da subito a stabilirvi delle fattorie. Al tempo del trasferimento del possedimento, la compagnia ottenne anche il compito di difendere l'isola e il privilegio di amministrare la giustizia localmente; per l'occasione venne arruolato un reggimento e vennero erette delle fortificazioni che già dal 1673 si dimostrarono efficaci a respingere gli olandesi che tentarono un attacco al possedimento. Con l'incremento del commercio inglese nell'area, Surat (che era stata saccheggiata da Shivaji nel 1670) iniziò il suo periodo storico di declino. Nel 1687, Bombay venne istituita come quartier generale di tutti i possedimenti della Compagnia britannica delle Indie orientali in India. Nel 1753, a ogni modo, il governatore di Bombay venne subordinato a quello di Calcutta.

### L'espansione territoriale
Nel corso del XVIII secolo, l'impero maratha si espanse rapidamente, pretendendo Konkan e gran parte del Gujarat orientale dall'Impero Moghul che si stava disgregando. Nel Gujarat occidentale, e nello specifico nelle aree di Kathiawar e Kutch, i moghul stavano perdendo il controllo e permisero a molti regnanti locali di creare degli Stati virtualmente indipendenti dal loro governo. Il primo conflitto tra inglesi e maratha avvenne nel corso della prima guerra anglo-maratha che iniziò nel 1774 e portò nel 1782 alla firma del trattato di Salbai, col quale l'isola di Salsette, adiacente a quella di Bombay, a essere ceduta agli inglesi, mentre Bharuch venne ceduta al re maratha Scindia. Gli inglesi annetterono Surat nel 1800. Il territorio britannico si espanse nella seconda guerra anglo-maratha che terminò nel 1803. La compagnia britannica delle Inde orientali ricevette i distretti di Bharuch, Kaira e altri in amministrazione, mentre i maratha dello Stato di Baroda dovettero riconoscerne la sovranità britannica.

## Storia

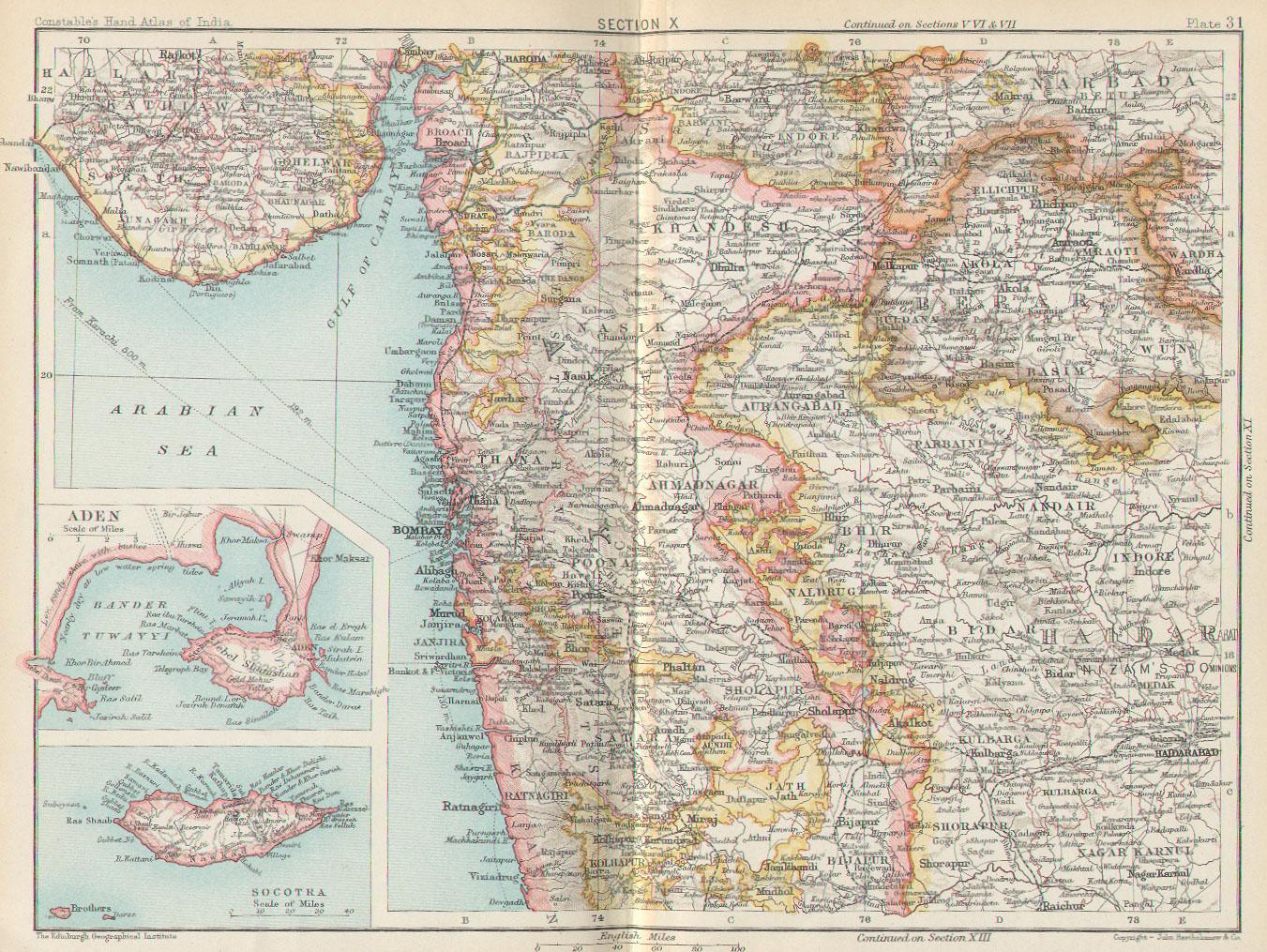
Mappa del 1893 della presidenza di Bombay che include la provincia di Aden e Socotra

### L'espansione
Nel 1803 la presidenza di Bombay includeva solo Salsette, le isole del porto (dal 1774), Surat e Bankot (dal 1756); ma tra questa data e il 1827 la struttura della presidenza cambiò completamente forma. I distretti del Gujarat vennero presi dal governo di Bombay nel 1805 ed espansi nel 1818. Baji Rao II, l'ultimo pascià, che aveva tentato di liberarsi dal giogo britannico, venne sconfitto nella battaglia di Khadki, catturato e poi avvelenato (1817/1818), e grandi porzioni dei suoi domini (Pune, Ahmednagar, Nasik, Solapur, Belgaum, Kaladgi, Dharwad, ecc.) vennero incluse nella presidenza, in particolare sotto il governatorato di Mountstuart Elphinstone, tra il 1819 e il 1827. La politica di quest'ultimo era orientata a governare il più lontano possibile dalle linee degli Stati nativi, evitando ogni cambiamento che potesse scuotere la popolazione, ma frenando gli abusi del vecchio regime; egli pacificò il paese, codificò nuove leggi e fondò nuove scuole.
Il periodo che seguì puntò all'espansione della presidenza a scapito degli Stati nativi locali, aggiungendovi Aden (1839) e Sindh (1843), e parti del Panch Mahals dagli Scindia (1853). L'intera area del Canara del Sud (incluso l'attuale distretto di Kasargod).

### L'epoca vittoriana
Nel 1859, sulla base del Queen's Proclamation emesso dalla regina Vittoria, la presidenza di Bombay, assieme al resto dell'India britannica, passò sotto il governo diretto della Corona britannica.
Henry Bartle Frere (1862–1867) fu il primo governatore nominato dalla Corona. Il consiglio del governatore venne riformato ed espanso sulla base dell'Indian Councils Act 1861, dell'Indian Councils Act 1892, dell'Indian Councils Act 1909, dell'Government of India Act 1919 e dell'Government of India Act 1935.
L'istituzione di un'amministrazione ordinata, portò in molti casi alla caduta di molti principi locali, in particolare per il pagamento di tasse alla Corona inglese che provocarono un certo risentimento; sotto lord Elphinstone (1853–1860) la presidenza attraversò la crisi dei moti indiani del 1857 senza particolari danni. Le sommosse organizzate dalle truppe di Karachi, Ahmedabad e Kolhapur vennero ben presto represse, due reggimenti vennero sciolti, e le ribellioni in Gujarat, tra i bhils, e nella parte meridionale tra i Maratha, vennero isolate localmente. Sotto Sir Bartle Frere la prosperità agricola raggiunse il punto più alto, come risultato della guerra civile americana e la conseguente enorme richiesta di cotone indiano in Europa. L'enorme introito di denaro nel paese produsse una speculazione epidemica conosciuta come Share Mania (1864–1865), che portò infine a una vera e propria crisi commerciale e al fallimento della banca di Bombay (1866). I contadini a ogni modo ne uscirono poco danneggiati e il commercio di Bombay non venne scalfito da questo problema. Sir Bartle Frere incoraggiò il completamento delle prime linee ferroviarie in India e fece costruire nuove strutture pubbliche, molte delle quali adornano ancora oggi Bombay (Mumbai).

### Diarchia (1920–37)
Le riforme Montagu-Chelmsford dell'India britannica del 1919, poste in essere nel 1921, espansero il Consiglio Legislativo sino a includere più membri di nazionalità indiana, introducendo il principio di diarchia secondo il quale determinate responsabilità, tra cui l'agricoltura, la salute pubblica, l'educazione e il governo locale, erano trasferiti a ministeri elettivi. A ogni modo, i portafogli più significativi come le finanze, la polizia e l'irrigazione vennero mantenuti saldamente nelle mani del consiglio del governatore. Alcuni dei membri indiani che fecero parte del consiglio esecutivo furono Chimanlal Harilal Setalvad, R. P. Paranjpe, Ghulam Hussain Hidayatullah, Ali Muhammad Khan Dehlavi, Rafiuddin Ahmed, Siddappa Totappa Kambli, Shah Nawaz Bhutto e Sir Cowasji Jehangir.
Nel 1932, Aden venne separata da Bombay e andò a costituire una provincia separata, e Sindh divenne anch'essa una provincia separata il 1º aprile 1936.

### Autonomia provinciale

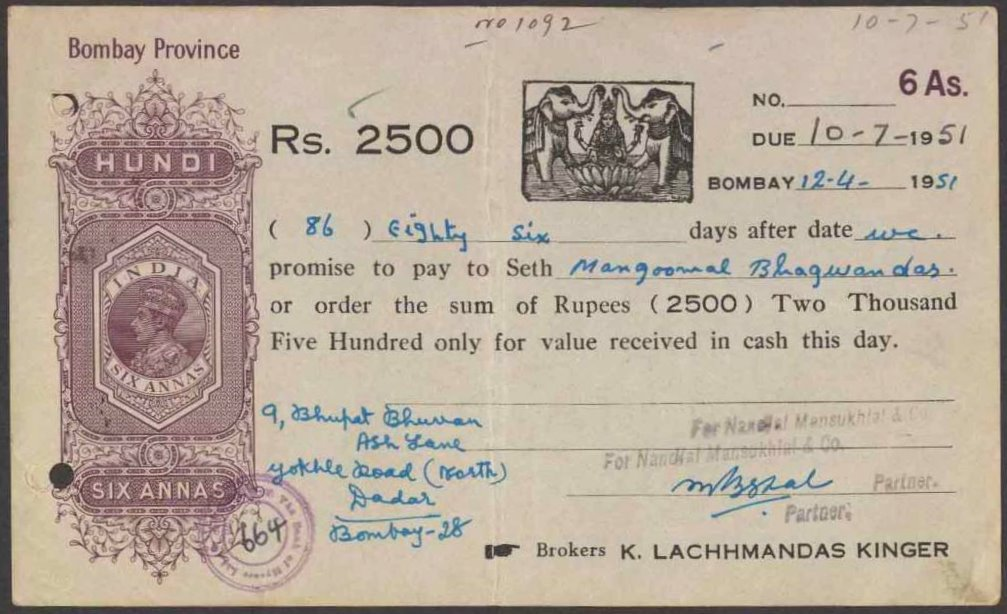
Un hundi di Bombay del 1951

Il Government of India Act 1935 fece della presidenza di Bombay una regolare provincia, e la separò dalla provincia di Sind, facendo gestire a quest'ultima le relazioni con lo Stato principesco di Khaipur. L'atto di governo espanse l'autonomia della provincia nei suoi rapporti vis a vis col governo. Nelle elezioni del 1937, il partito del Congresso Nazionale Indiano vinse le elezioni a Bombay ma rinunciò a formare un governo. Il governatore Sir George Lloyd invitò Sir Dhanjishah Cooper, a formare un ministero ad interim al quale si unirono Jamnadas Mehta del Lokashahi Swarajya Paksha (Democratic Swarajya Party), Sir Siddappa T. Kambli del Non-Brahmin Party e Hoosenally Rahimtoola della Lega Musulmana.
| Ministro             | Portafoglio                                 |
| -------------------- | ------------------------------------------- |
| Dhanjishah Cooper    | Primo Ministro, ministro dell'interno       |
| Jamnadas Mehta       | Ministro delle finanze                      |
| Siddappa Kambli      | Ministro dell'educazione e dell'agricoltura |
| Hoosenaly Rahimtoola | Ministro per l'autonomia                    |

Il ministero Cooper non durò a lungo e si ebbe una nuova presidenza sotto B. G. Kher.
Il consiglio dei ministri del gabinetto di Kher era il seguente:
| Ministro                         | Portafoglio                                                  |
| -------------------------------- | ------------------------------------------------------------ |
| B. G. Kher                       | Primo ministro, politica e servizi, educazione e lavoro      |
| K. M. Munshi                     | Ministro dell'interno e della giustizia                      |
| Anna Babaji Latthe               | Ministro delle finanze                                       |
| Morarji Desai                    | Ministro dell'agricoltura, delle foreste e delle cooperative |
| Dr. Manchersha Dhanjibhoy Gilder | Ministro della salute pubblica                               |
| Mahmad Yasin Nurie               | Ministro dei lavori pubblici                                 |
| Laxman Madhav Patil              | Ministro delle industrie e dell'autonomia                    |

Nel 1939, tutti i ministeri del congresso delle provincie britanniche in India si dimisero e Bombay venne posta direttamente sotto la sovranità del governatore.

### Gli ultimi giorni del governo britannico
Dopo la fine della seconda guerra mondiale, Il Congresso Nazionale Indiano rientrò in politica e vinse le elezioni del 1946 sotto la leadership di Kher che venne nuovamente eletto primo ministro. La presidenza di Bombay divenne lo Stato di Bombay quando l'India ottenne l'indipendenza il 15 agosto 1947 e Kher continuò a ricoprire il ruolo di primo ministro dello Stato sino al 1952.

## Geografia

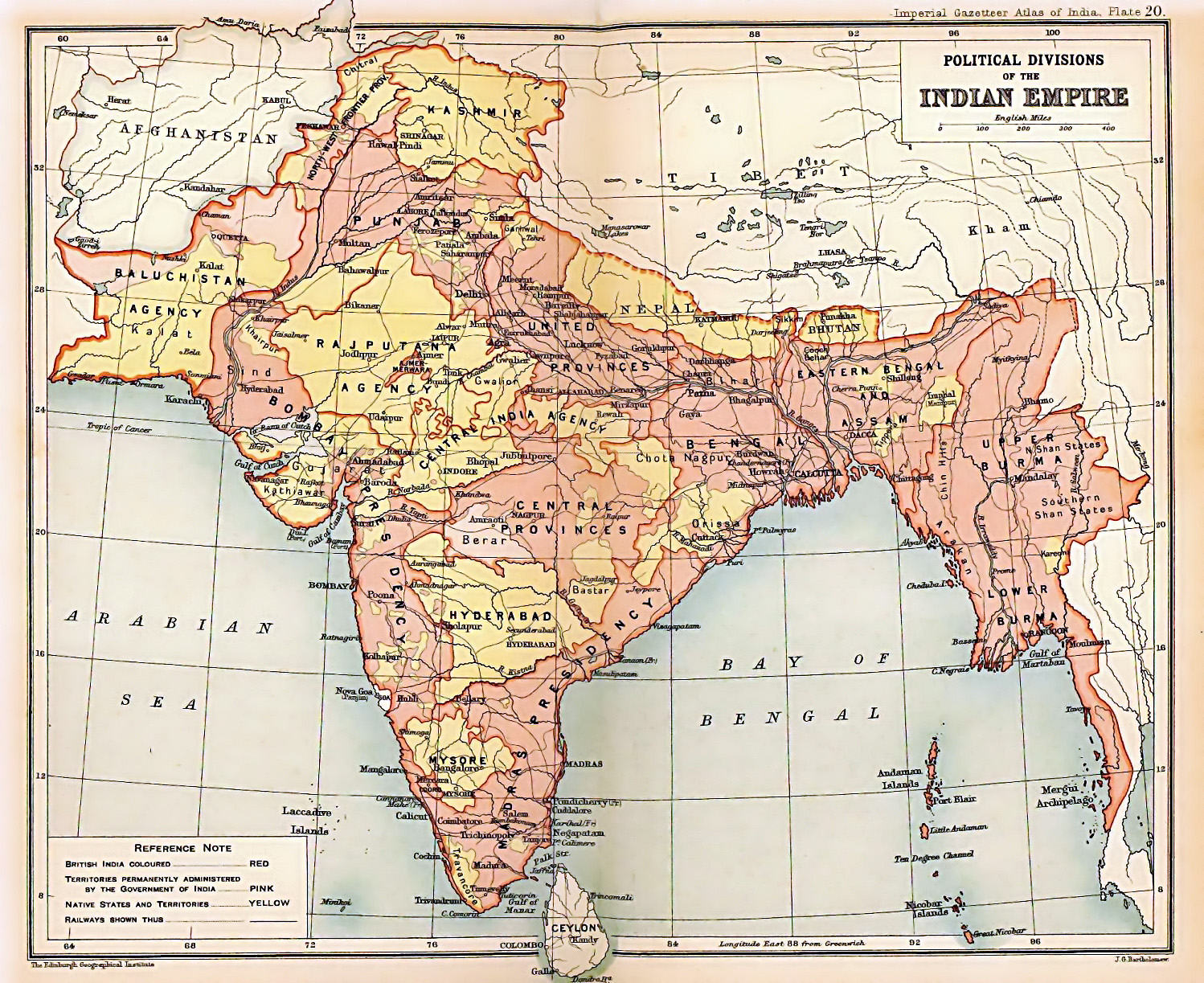
Mappa del 1909 che mostra l'Impero britannico indiano: l'India britannica è indicata in rosa mentre gli Stati principeschi sono indicati in giallo

La presidenza di Bombay era circondata a nord del Belucistan, dal Punjab e dal Rajputana; a est dall'Indore, dalle Province Centrali e dall'Hyderabad; a sud dalla presidenza di Madras e dal Regno di Mysore; a ovest dal Mar Arabico. All'interno di questi confini si trovavano gli insediamenti portoghesi di Goa, Daman e Diu, oltre allo Stato nativo di Baroda che aveva relazioni dirette col governo indiano; politicamente Bombay includesse anche il territorio di Aden, nell'attuale Yemen. L'area totale, incluso Sind ma esclusa Aden, era di 488 850 km², di cui 318 530 km² sotto il diretto controllo britannico e il restante nelle mani dei principi indiani. La popolazione era di 25 468 209 abitanti nel 1901, di cui 18 515 587 erano residenti nel territorio britannico e 6 908 648 nei principati nativi.

## Demografia
La presidenza di Bombay aveva una popolazione vasta e diversificata al proprio interno. Il censimento del 1901 fornisce un totale di 25 468 209 abitanti. In quanto a religione, la popolazione era composta da 19 916 438 indù, 4 567 295 musulmani, 535 950 giainisti, 78 552 zoroastriani e circa 200 000 cristiani. Era presente inoltre un numero significativo di ebrei.
L'islam era giunto con la conquista araba dell'VIII secolo, in particolare nel Sindh. Nel Gujarat la religione predominante era l'induismo, per quando i regni musulmani avessero lasciato tracce della loro influenza in tutta la provincia. Il Deccan era sede dei marathi che costituivano il 30% della popolazione. Il Konkan era noto per la forte presenza cristiana, dovuta all'antico governo portoghese in loco; mentre nel Carnatic, predominava il Liṅgāyatismo, un movimento riformista dell'induismo che aveva preso piede nel XII secolo, giungendo a venire professato dal 45% della popolazione dell'area. I maratha erano la casta predominante con (1901) 3 650 000 individui, composti da 1 900 000 kunbis, 350 000 konkanis e 1 400 000 maratha non altrove inquadrabili.
Le principali lingue parlate nella presidenza di Bombay erano il sindhi nel Sindh, il kutchi nel Kutch, il gujarati e l'hindustani nel Gujarat, il marathi nel Thana e nella divisione centrale, il gujarati e il marathi nel Khandesh, e il marathi e il kannada nella divisione meridionale. Vi erano anche i dialetti bhil (parlato da 120 000 persone) e rom (30 000).

## Amministrazione

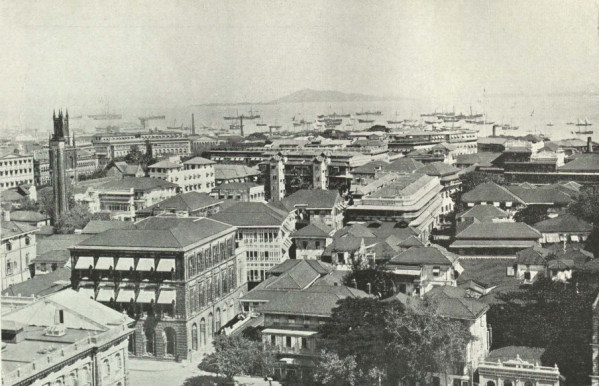
Veduta di Bombay dalla Rajabai Tower (c.1905)

La presidenza era divisa in quattro commissariati e ventisei distretti, oltre città di Bombay come capitale. Le quattro divisioni erano a nord il Gujarat, al centro il Deccan, a sud il Carnatic e il Sindh. I ventisei distretti erano: Città di Bombay, Ahmedabad, Bharuch, Kaira, Panch Mahals, Surat, Thane, Ahmednagar, Khandesh (diviso in due distretti nel 1906), Nasik, Poona (Puna), Satara, Solapur, Belgaum, Bijapur, Dharwad (Dharwar), Kanara del nord, Kolaba, Ratnagiri, Karachi, Hyderabad, Shikarpur, Thar e Parkar e Alta frontiera Sind. Il quartier generale della divisione nord era posto ad Ahmadabad, quello della Divisione Centrale a Poona, quello della Divisione Meridionale a Belgaum e quello della divisione Sind a Karachi.
Dopo i moti indiani del 1857, cessò ufficialmente il governo della Compagnia britannica delle Indie orientali, e l'India passò sotto il diretto controllo della Corona britannica. Il governo di Bombay venne amministrato quindi da un governatore come presidente e da due membri ordinai. Il governatore era nominato dal governo inglese; il consiglio era nominato dalla Corona e prescelto dai membri dell'Indian Civil Service. Questi erano i membri dell'esecutivo di governo. Per la creazione delle leggi vi era il consiglio legislativo, composto dal governatore e dal suo consiglio esecutivo, con altre persone (non meno di otto e non più di venti) di cui la metà non dovevano essere ufficiali di governo. Ciascun membro del consiglio esecutivo era incaricato di uno o due dipartimenti di governo; ogni dipartimento aveva un segretario, un sottosegretario e un assistente, con uno staff numeroso. L'amministrazione della giustizia nella presidenza era condotta dall'alta corte di Bombay, composta da un suo presidente e da sette giudici, oltre ad un certo numero di assistenti.

## L'esercito
La Compagnia britannica delle Indie orientali aveva organizzato un proprio esercito per difendere le presidenze di Bombay, del Bengala e di Madras sin dalle origini del colonialismo nelle aree. L'esercito di Bombay era composto da un certo numero di reggimenti di fanteria, zappatori e minatori oltre a unità irregolari di cavalleria. Gli eredi di questo corpo si trovano ancora oggi nell'esercito indiano; esempi ne sono il Mahar Regiment, Maratha Light Infantry e i Grenadiers, tra gli altri, nel caso della fanteria, i Bombay Sappers come genieri e i Poona Horse come cavalieri.
Sulla base dei decreti di Lord Kitchener sull'esercito indiano voluti nel 1904, l'antico comando di Bombay venne abolito e il suo posto venne preso da un corpo d'armata occidentale al comando di un tenente generale. I corpi d'armata erano divisi in tre divisioni al comando di maggiori generali. La 4th (Quetta) Division, con quartier generale a Quetta, comprendeva le truppe di stanza nei distretti di Quetta e Sind. La 5th division, con sede a Mhow, consisteva di tre brigate, poste a Nasirabad, Jabalpur e Jhansi, e includeva i distretti di Mhow, Deesa, Nagpur, Narmada e Bundelkhand, col distretto di Tapti a nord. La 6th division, con sede a Poona, consisteva di tre brigate, poste a Bombay, Ahmednagar e Aden. Comprendeva il distretto di Poona, quello di Bombay sud, quello di Belgaum e quelli di Dharwar e Aurangabad.

## Agricoltura
La maggior parte della popolazione della presidenza di Bombay era rurale e impegnata nell'agricoltura. Le colture principali erano il sorgo (jowar) e il miglio perlato (bajra) nel Deccan e nel Khandesh. Il riso era il prodotto principale del Konkan. Il grano, che generalmente era cresciuto nella parte nord della presidenza, era diffuso in particolare nel Sindh e nel Gujarat, e veniva esportato in Europa in grandi quantità dal Karachi, e in quantità minori da Bombay. L'orzo era il prodotto principale della parte nord della presidenza. Il miglio del genere Eleusine coracana (Nachani) e il grano kodra davano cibo a Kolis, Bhils, Waralis, e altre tribù delle colline. Diffusi erano anche i legumi, e in particolare i ceci del tipo "grano del Bengala" (Cicer arietinum), caiano (Cajanus cajan), il Catjang (Vigna unguiculata cylindrica) e il fagiolo indiano nero (Vigna mungo). I principali oli di semi erano derivati dal sesamo (Sesamum indicum), dalla senape, dal ricino, dal cartamo e dai semi di lino. Delle fibre le più importanti erano il cotone, la canapa del Deccan (Hibiscus cannabinus) e la Crotalaria juncea. Molto venne fatto dagli inglesi per incrementare la produzione di cotone nel territorio della presidenza di Bombay. Vennero introdotte delle varietà americane che facilitavano di molto la raccolta, in particolare nel Dharwad e nelle parti a sud della presidenza. Nel Khandesh le piante indigene producevano cotone di bassa qualità che veniva commerciato nel mercato di Bombay per uso locale. Tra le altre colture vi erano poi la canna da zucchero che richiedeva però un suolo molto ricco e un rifornimento d'acqua costante, e quindi cresceva solo in determinate località, il peperoncino, le patate, la curcuma e il tabacco.

## Industria
Le principali industrie della presidenza di Bombay erano relative alla lavorazione del cotone. Alla fine del XIX secolo iniziò la costruzione di una serie di mulini per la lavorazione del cotone a Bombay, Ahmedabad e a Khandesh. Nel 1905 vi erano 432 fabbriche, di cui un gran numero erano impiegate in questo settore. L'industria aveva come proprio centro Bombay, che disponeva dei due terzi di mulini della regione. Durante il decennio 1891–1901 l'industria dei mulini passò attraverso un periodo di depressione a causa della peste e della carestia diffusasi nell'area, ma soprattutto vi fu un'espansione del commercio del cotone. Oltre ai mulini vi erano poi (nel 1901) 178 000 presse a mano in laboratori che lavoravano e stampavano stoffe per vestiti. La seta era lavorata ad Ahmedabad, Surat, Yeola, Nasik, Thana e Bombay; la competizione con gli europei portò al declino dell'industria serica indiana all'inizio del XX secolo. Vi erano poi moltissimi cesellatori, orafi e lavoratori di metalli, con centri particolarmente noti ad Ahmedabad e a Surat, dove pure si scolpiva il legno. Ancora oggi esistono delle case con elementi in legno decorati secondo lo stile della tradizione ad Ahmedabad, Broach, Baroda, Surat, Nasik e Yeola. Il sale era prodotto in grande quantità a Kharaghoda e a Udu presso Ahmedabad, e veniva poi esportato via treno nel Gujarat e nell'India centrale. Vi era anche una birreria a Dapuri presso Pune.

## Trasporti

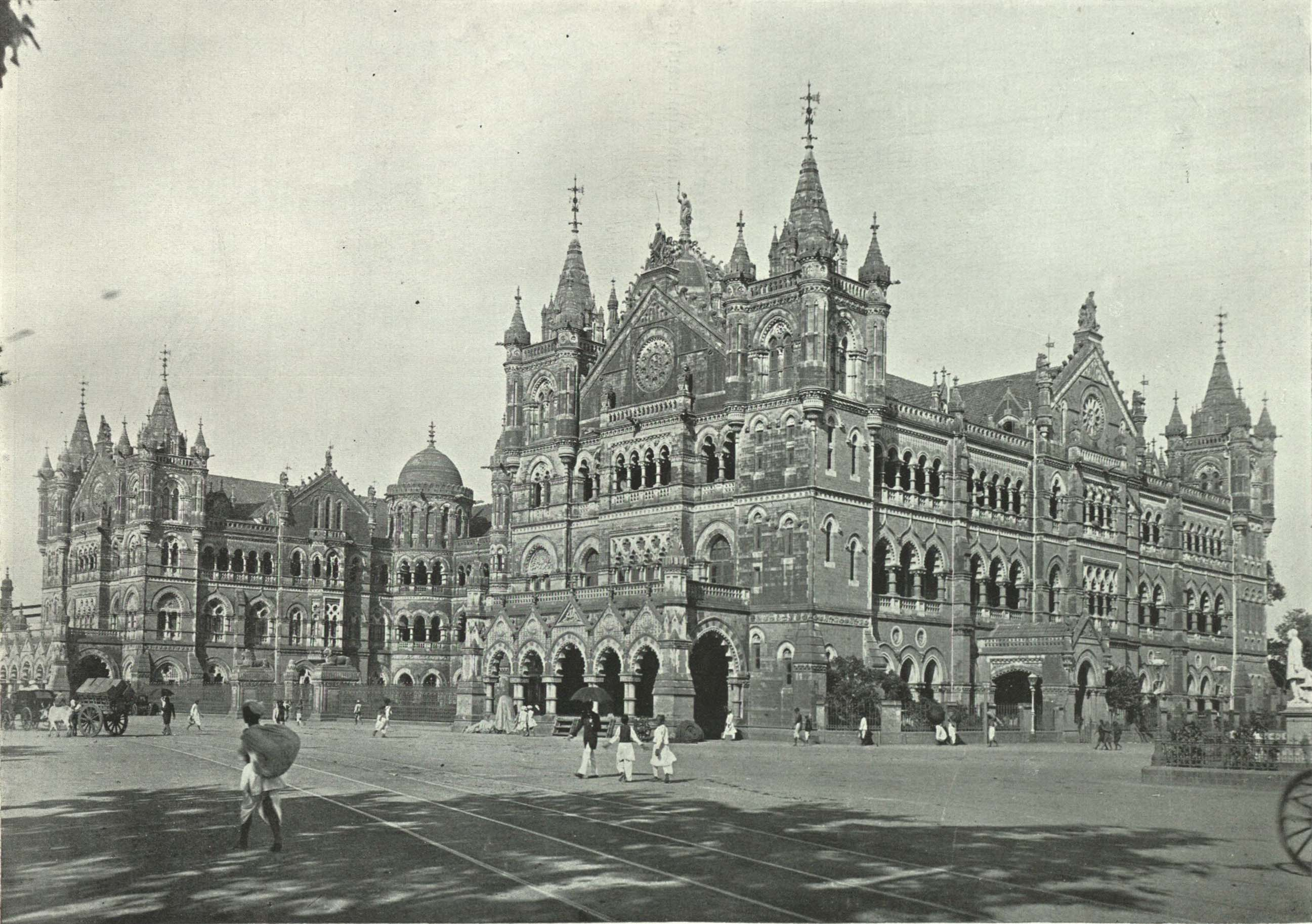
La stazione ferroviaria Victoria Terminus, c. 1905

La provincia era ben fornita di mezzi di trasporto e in particolare di una rete ferroviaria, concentrata prevalentemente attorno all'area di Bombay City. A nord si estendeva invece la linea nord-ovest, che entrava nel Sindh dal Punjab e terminava a Karachi. Le altre linee ferroviarie erano la Great Indian Peninsula, Indian Midland, Bombay, Baroda & Central India, e il Rajputana, Malwa & Southern Mahratta systems. Nel 1905 la lunghezza totale delle strade ferrate del governo di Bombay aperte al traffico era di 12 840 km.

## Educazione

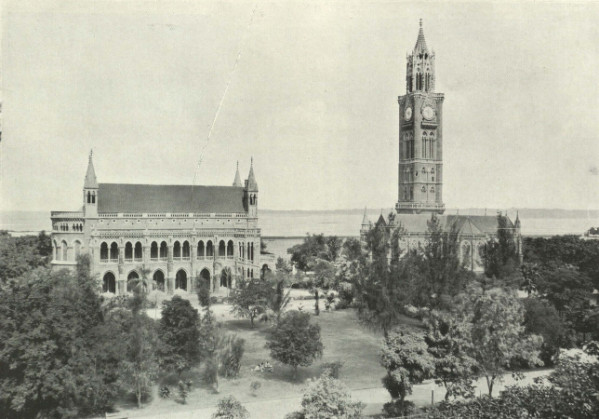
La sede dell'Università di Bombau e la Rajabai Tower, c.1905

L'Università di Bombay venne fondata nel 1857, e godeva dell'amministrazione di un cancelliere, un vice cancelliere e numerosi professori. Il governatore di Bombay ne era ex officio il cancelliere. Il dipartimento dell'educazione era sottoposto al controllo di un direttore della pubblica istruzione, che era responsabile dell'amministrazione del dipartimento in accordo con la politica di educazione dello Stato. Gli Stati principeschi nativi generalmente adottarono il sistema governativo centrale. Gli Stati di Baroda e Kathiawar disponevano di propri ispettori. Nel 1905 il numero totale di istituti era di 10 194 con 593 431 alunni. Vi erano scuole d'arte, di cui due gestite direttamente dal governo, tre dagli Stati nativi e cinque sotto gestione privata. Nel 1913 venne aperto il primo college con materie commerciali in Asia, il Sydenham College. Secondo il censimento del 1901, a ogni modo, su una popolazione di 25,5 milioni di abitanti in India, quasi 24 milioni erano gli analfabeti.

## Industria del cinema
Il primo film prodotto a Bombay fu nel 1913 col titolo Raja Harishchandra del regista Dadasaheb Phalke, realizzato nel 1912 e presentato per la prima volta al pubblico il 3 maggio 1913 al Coronation Cinema di Bombay, dando ufficialmente inizio all'industria cinematografica indiana. Quasi un anno dopo, Ramchandra Gopal (noto col nome d'arte di Dadasaheb Torne) realizzò il film drammatico Pundalik la cui prima si tenne nel medesimo cinema. A ogni modo, gran parte dello sviluppo di questa industria si dovette all'operato di Dadasaheb Phalke.
Altri produttori a Bombay all'epoca della presidenza furono Sohrab Modi, Himanshu Rai, V. Shantaram, Shashadhar Mukherjee e Ardeshir Irani.

## Residence
Oltre alla presidenza, vi erano numerose piccole capitali dei vari Stati principeschi come quelle di Kathiawar o Mahikantha che si allearono con gli inglesi tra il 1807 e il 1820.
Gli Stati nativi comprendevano circa 353 unità separate, amministrate internamente ciascuna da un proprio principe, con gli inglesi responsabili della gestione dei loro affari esteri. Le relazioni tra l'India britannica e gli stati vennero gestite direttamente da agenti inglesi posti alle dipendenze della presidenza di riferimento e residenti presso le capitali degli Stati nativi; il loro esatto status variava a seconda delle relazioni che questi avevano con la potenza principale inglese.
I principali gruppi di Stati erano il Gujarat del Nord, comprendente Cutch, agenzia del Kathiawar, agenzia del Palanpur, agenzia del Mahi Kantha, Ambliara agenzia del Rewa Kantha e Cambay; il Gujarat del Sud, comprendente Dharampur, Bansda e Sachin; il Konkan del Nord, Nasik e Khandesh, dell'agenzia del Khandesh, Surgana e Jawhar; il Konkan del Sud e il Dharwar, comprendente Janjira, Sawantwadi e Savanur, oltre a territori sotto l'Agenzia degli Stati del Deccan, con gli jagir del Deccan, Ichalkaranji, Sangli Akkalkot, Bhor, Aundh, Phaltan, Jath e Daphalapur, gli Stati del Maratha meridionale, comprendenti il Kolhapur, tra gli altri, e il Khairpur nel Sindh. Gli Stati nativi sotto la "supervisione" del governo di Bombay erano divisi, storicamente e geograficamente, in due gruppi principali. La parte nord, o Gujarat, includeva i territori del Gaekwad di Baroda, con Stati minori che componevano la divisione amministrativa di Kutch, Palanpur, Rewa Kantha e Mahi Kantha. Questi territori, con l'eccezione del Cutch, avevano connessioni storiche ed erano alleati o tributari del Gaekwad sino 1805, quando gli subentrò il governo britannico. La parte più a sud includeva Kolhapur, Akalkot, Sawantwari e il Satara oltre agli jagir del Mahratta meridionale, e aveva collegamenti con altri Stati. I rimanenti principati nativi, per loro storia o posizione geografica, erano isolati dal resto della presidenza.
Lo Stato di Baroda, una delle residenze dell'India britannica, venne unito negli anni '30 del Novecento con la residenza di Bombay a formare l'Agenzia degli Stati di Baroda e Gujarat, successivamente espansa in Agenzia degli Stati di Baroda, India occidentale e Gujarat nel 1944.

## Dopo l'indipendenza
Nel 1947, la provincia di Bombay divenne parte del nuovo Stato indiano indipendente, e la provincia di Sindh divenne parte del Pakistan. La provincia di Bombay venne riorganizzata nello Stato di Bombay nel 1950, includendo anche quegli stati principeschi le cui relazioni erano state mantenute anche dalla provincia di Bombay, i quali terminarono di esistere come entità a sé stanti, entrando a far parte del regime repubblicano indiano.